# Xenobrochus agulhasensis
Xenobrochus agulhasensis är en armfotingsart som först beskrevs av Helmcke 1938.  Xenobrochus agulhasensis ingår i släktet Xenobrochus och familjen Dyscoliidae. Inga underarter finns listade i Catalogue of Life.